# غاري جليتر
بول فرانسيس جاد (من مواليد 8 مايو 1944)، والمعروف باسمه الفني غاري جليتر، هو مغني إنجليزي سابق حقق الشهرة والنجاح خلال السبعينيات والثمانينيات. انتهت مسيرته المهنية بعد إدانته بتنزيل صور إباحية للأطفال في عام 1999. وأدين أيضًا بالاعتداء الجنسي على الأطفال في عام 2006 وسلسلة من الجرائم الجنسية (بما في ذلك محاولة الاغتصاب) في عام 2015.
بعد الأداء تحت اسم بول رافين خلال الستينيات، غير جاد اسمه الفني إلى غاري جليتر في أوائل السبعينيات وكان له مسيرة فردية مستدامة مع أغانيه الناجحة "روك أند رول (الجزء الأول والثاني)"، "هل تريد أن تلمسني"، " أحبك، أحبني، أحبك"، "أنا زعيم العصابة (أنا)"، و"مرحبًا، مرحبًا، لقد عدت مرة أخرى". أصبح معروفًا بعروضه الحية المفعمة بالحيوية وشخصيته الروك الساحرة من خلال البدلات اللامعة والمكياج والأحذية ذات الكعب العالي. لقد باع أكثر من 20 مليون تسجيل وكان لديه 26 أغنية فردية ناجحة، والتي قضت ما مجموعه 180 أسبوعًا في مخطط الأغاني الفردية في المملكة المتحدة، مع وصول 12 منها إلى المراكز العشرة الأولى وثلاثة منها في المرتبة الأولى.   Me (1973) Touch هو ألبوم Glitter الأكثر مبيعًا، حيث وصل إلى المركز الثاني على قائمة ألبومات المملكة المتحدة. اعتبارًا من عام 2001، إدرج ضمن أفضل 100 عمل فني ناجح في المملكة المتحدة. تراجعت شعبيته في أواخر السبعينيات، وتبع ذلك عودة ناجحة كفنان منفرد في الثمانينيات؛ كانت أغنيته " Another Rock and Rol Christmas" التي قدمها عام 1984 واحدة من أكثر أغاني عيد الميلاد تشغيلًا على الإطلاق. في عام 1998، إدرج تسجيله لأغنية "روك آند رول" ضمن أفضل 1001 أغنية في تاريخ الموسيقى. كما أصدر سبعة ألبومات استوديو وما لا يقل عن 15 ألبومًا من التجميعات والعروض الحية.
وصفت بي بي سي نيوز سقوط جليتر من النعمة بأنه "دراماتيكي" و"مذهل". قبض عليه في عام 1997 وأدين وسجن في عام 1999 بتهمة تنزيل آلاف الصور ومقاطع الفيديو الإباحية للأطفال. قاموا بتبرئته من تهمة ممارسة نشاط جنسي مع فتاة قاصر في سبعينيات القرن العشرين. وقد واجه بعد ذلك اتهامات جنائية وقاموا بترحيله من عدة بلدان فيما يتعلق بالاعتداء الجنسي الفعلي والمشتبه به على الأطفال. قاموا بترحيله من كمبوديا بتهمة الاعتداء الجنسي على الأطفال في عام 2002 واستقر في فيتنام، حيث أدانته المحكمة بارتكاب أفعال فاحشة مع قاصرين في عام 2006. وبعد أن قضى عقوبته، رحلوه إلى المملكة المتحدة وإدرج في سجل مرتكبي الجرائم الجنسية مدى الحياة. بعد فضيحة الاعتداء الجنسي التي تورط فيها جيمي سافيل، قبض على جليتر مرة أخرى في عام 2012، كجزء من عملية يوتري. إفرج عنه بكفالة، ووجهت إليه اتهامات في عام 2014 بارتكاب جرائم جنسية تاريخية ضد الأطفال. في عام 2015، أُدين بتهمة محاولة الاغتصاب، وتهمة ممارسة الجنس غير المشروع مع فتاة دون سن 13 عامًا، وأربع تهم بالاعتداء غير اللائق؛ وحُكم عليه بالسجن لمدة 16 عامًا. إطلق سراحه بموجب ترخيص في فبراير 2023 بعد قضاء نصف مدة عقوبته في السجن، ولكن استدعوه إلى السجن في مارس من نفس العام بعد انتهاك شروط ترخيصه. رفض طلب الإفراج المشروط عنه في فبراير 2024. في عام 2015، وصف الصحفي الموسيقي أليكسيس بيتريديس جليتر بأنه "شخصية مكروهة من قبل العامة". لم تعد حلقات برنامج الموسيقى Top of the Pops التي تعرض عروضه تتكرر.

## بداية حياته
وُلِد بول فرانسيس جاد في بانبوري، أكسفوردشير، في 8 مايو 1944. لم يعرف والده قط، بينما كانت والدته تعمل كعاملة نظافة وكانت غير متزوجة؛ وقد قامت بتربيته في البداية بمساعدة والدتها. كان من الصعب السيطرة عليه ووضع تحت رعاية السلطة المحلية في سن العاشرة، مع شقيقه. على الرغم من أنه كان بروتستانتيًا اسميًا، إلا أنه تلقى تعليمه في مدرسة كاثوليكية. كان يهرب إلى لندن بشكل متكرر، ويزور النوادي الليلية حيث سيبدأ مسيرته المهنية لاحقًا.

## الحياة المهنية

### العمل المبكر باسم بول رافين
عندما بلغ السادسة عشر من عمره، كان جاد قد بدأ بالفعل في الأداء في نوادي لندن. تطورت مسيرته المهنية حيث ظهر في أماكن مثل Two I's في سوهو، ونادي Laconda وSafari. يتألف ذخيرته من معايير الروك أند رول المبكرة والقصائد الغنائية اللطيفة. حصل جاد على انطلاقته الأولى عندما اكتشفه منتج الأفلام روبرت هارتفورد ديفيس وقام بتمويل جلسة تسجيل لشركة ديكا ريكوردز. في يناير 1960، عندما كان عمره 15 عامًا، تحت اسم بول رافين المسرحي، أصدر أغنيته المنفردة الأولى "وحيدًا في الليل".
وبعد مرور عام، مع مدير جديد، فيك بيلينجز، وقع عقد تسجيل جديد مع شركة بارلوفون وعمل مع منتج التسجيلات جورج مارتن، قبل ارتباط مارتن مع فرقة البيتلز. أنتج مارتن أغنيتين فرديتين، "Walk on Boy" و" Tower of Strength "، لكن لم يبيع أي منهما بشكل جيد، وتوقفت مسيرة جاد في التسجيل باسم بول رافين. بحلول عام 1964، اقتصر عمله على العمل كمساعد، والمشاركة في برنامج تلفزيوني موسيقي بريطاني Ready Steady Go! قام بالعديد من الإعلانات التلفزيونية واختبارات الأفلام، وخلال تلك الأنشطة التقى بالموزع ومنتج التسجيلات مايك ليندر، الذي ساعد في نهاية المطاف في إحياء مسيرته المهنية. قام بتجربة أداء دور البطل في فيلم Privilege (1967)، والذي كتبه وأخرجه بيتر واتكينز، المعروف بالدراما التلفزيونية The War Game.
لا يزال يستخدم اسم بول رافين، وانضم جاد إلى فرقة مايك ليندر شو في أوائل عام 1965. تكلف بعد ذلك بإنتاج بعض جلسات التسجيل لفنانين مثل ثين راسل وفرقة اسكتلندية غريبة الأطوار تدعى ذا بويتس. بعد تفكك مجموعة ليندر، قام بتشكيل فرقة بوسطن الدولية مع عازف الساكسفون جون روسال، وقضى السنوات الخمس التالية في جولة في المملكة المتحدة وألمانيا الغربية، مسجلاً من حين لآخر. من عام 1968 إلى عام 1970، إصدرت العديد من الأغاني الفردية بما في ذلك "Musical Man" و"Goodbye Seattle" ونسخة غلاف من أغنية البيتلز " Here Comes the Sun "، وتغير اسمه لفترة وجيزة إلى Paul Monday. غنى دور الكاهن في الألبوم الأصلي لعام 1970 بعنوان Jesus Christ Superstar.

### غاري جليتر

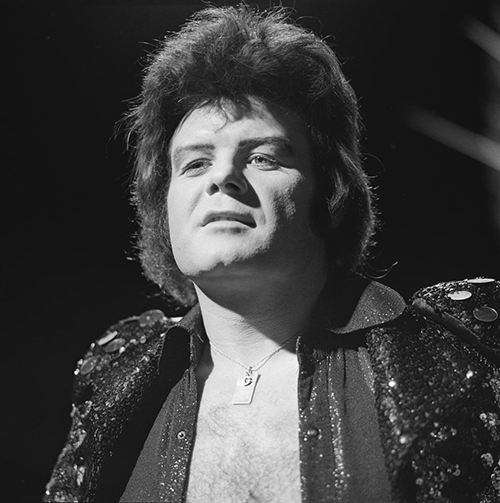
جليتر في عام 1973، أثناء ظهوره على TopPop

مع انطلاق حركة الجلام في عام 1971، تبنى جاد الاسم المسرحي الجديد غاري جليتر، والذي ابتكره من خلال اللعب بشكل متكرر بأحرف الأبجدية، والعمل بشكل عكسي من حرف Z. وشملت الخيارات الأخرى تيري تينسل، وستانلي سباركل، وفيكي فوميت.
بدأت الأغنية التي صنعت اسم غاري جليتر كجلسة ارتجال مدتها 15 دقيقة؛ وتقلصت إلى مقتطفات مدتها ثلاث دقائق وإصدرت في عام 1972 باعتبارها الوجه الأول والوجه الثاني لأغنية واحدة تسمى " روك آند رول، الجزء الأول والثاني". ثبت أن الجزء الثاني هو الجانب الأكثر شعبية في العديد من البلدان، على الرغم من أنه استغرق حوالي ستة أشهر قبل أن يحقق تأثيره الكامل، حيث وصل إلى المركز الثاني على مخطط الأغاني الفردية في المملكة المتحدة ووصل إلى المراكز العشرة الأولى في الولايات المتحدة، وهو أحد سجلات الروك البريطانية القليلة التي فعلت ذلك. كما حققت أغنية "Rock and Roll Part 1" نجاحاً كبيراً: ففي فرنسا وصلت إلى المركز الأول، وفي المملكة المتحدة إدرج كلا الجانبين معاً في المخططات.

### النجاح السائد
وتبع ذلك نجاحات أخرى لأغنية "الروك أند رول" على مدى السنوات الثلاث التالية. تنافست فرقة Glitter، بدعم من Glittermen / Glitter Band على المسرح، مع David Bowie وElton John وSweet و Slade و T. Rex للسيطرة على المخططات. ولتعزيز صورته، قيل إنه كان يمتلك 30 بدلة لامعة وخمسين زوجًا من الأحذية ذات الكعب العالي الفضية. كما أصدر العديد من الأغاني المنفردة التي أصبحت ضمن أفضل 10 أغاني في المملكة المتحدة، وكانت أغنية " أنا زعيم العصابة (أنا)" أول أغنية منفردة له تصل إلى المركز الأول في صيف عام 1973، وأغنية " أحبك، أحبك، أحبك"، ثاني أغنية منفردة له. حتى الأغنية غير التقليدية " تذكرني بهذه الطريقة" ذهبت إلى المركز الثالث. كان لديه أحد عشر أغنية متتالية ضمن أفضل 10 أغاني، من "Rock and Roll، الجزء الأول والثاني" في عام 1972 إلى " Doing Alright with the Boys" في صيف عام 1975. أصبحت أغنية "روك أند رول (الجزء الثاني)" نشيدًا رياضيًا شائعًا في أمريكا الشمالية.
على الرغم من نجاحه في المملكة المتحدة، لم يحقق جليتر نفس التأثير في أمريكا حيث كان يُنظر إلى موسيقى الجلام روك على أنها مجرد فضول، في أحسن الأحوال. كان لدى جليتر إدخال آخر في المخططات الأمريكية مع " I Didn't Know I Loved You (Till I Saw You Rock and Roll)"؛ بعد ذلك، كان أقرب نجاح في المخططات لـ جليتر هو تسجيل غلاف لأغنية "I'm the Leader of the Gang (I Am)" بواسطة Brownsville Station.
بعد أغنية "Doing Alright with the Boys"، فاز جليتر بجائزة أفضل فنان ذكر في حفل توزيع جوائز Saturday Scene الموسيقية الذي استضافته LWT. كان إصداره التالي عبارة عن غلاف لأغنية" Papa-Oom-Mow-Mow" من فرقة Rivingtons، لكنها لم ترتفع إلى ما يزيد عن رقم 38 على المخططات البريطانية. وبعد أن توقفت الإصدارات اللاحقة بنفس الطريقة، أعلن جليتر اعتزاله صناعة الموسيقى لبدء حياة عائلية مع شريكته الجديدة في أوائل عام 1976. في نفس العام، إصدر أول حزمة أغاني له، والتي تحمل عنوان Greatest Hits. دخلت قائمة الأربعين الأفضل مبيعًا في المملكة المتحدة. أصدرت شركة Hallmark Entertainment ألبومًا مشابهًا بميزانية محدودة بعنوان I Love You Love Me Love في العام التالي.

### العودة والمصالح التجارية
في عام 1976، واجهت فرقة Glitter تراجعًا في مبيعات التسجيلات. أمضى عامين في المنفى، فعاش في فرنسا وأستراليا، قبل أن يعود إلى المملكة المتحدة ويبدأ عودته.
شهدت مسيرة جليتر تراجعًا نحو نهاية السبعينيات، مما دفعه إلى إعلان إفلاسه في عام 1977، على الرغم من أنه ألقى اللوم لاحقًا على معدل الضرائب المرتفع في المملكة المتحدة في ذلك الوقت. لقد دخل في الإفلاس للمرة الثانية بسبب عدم دفع الضرائب في التسعينيات. تحت الضغط المالي، لم تتمكن حتى أغنيتين منفردتين من الوصول إلى قائمة أفضل 40 أغنية (" It Takes All Night Long" و" A Little Boogie Woogie in the Back of My Mind") من رفعه إلى مستوى جديد. لقد استغرق الأمر جمهور ما بعد البانك، وبعض فنانيه الذين ما زالوا يحترمون عمل جليتر، للقيام بذلك؛ فقد كان له تأثير على ما بعد البانك، والموجة الجديدة والبوب البريطاني والميتال اللامع، بالإضافة إلى موسيقى البانك روك المبكرة نفسها. في هذه الأثناء، أصبح جليتر فنانًا له مجموعة مختارة من المتابعين، واستمر ذلك حتى إدانته بتنزيل صور إباحية للأطفال في عام 1999. ساعد هذا في توفير الفرصة لـ جليتر لتقديم مزيج رقص من أفضل أغانيه، "All That Glitters"، والتي احتلت المرتبة الأولى في عام 1981. في غضون ثلاث سنوات كان يقدم 80 عرضًا سنويًا في الكليات والنوادي الليلية، وحقق نجاحًا كبيرًا في أغانيه " Dance Me Up" (المرتبة 25 في المملكة المتحدة) و" Another Rock and Roll Christmas " (المرتبة 7 في المملكة المتحدة).
حظيت عودة جليتر بتعزيز كبير في الثمانينيات من خلال العديد من أماكن الضيوف والتعاون. في عام 1982، ظهر في ألبوم Music of Quality and Distinction Volume One (المملكة المتحدة رقم 25) لمؤسسة British Electric Foundation إلى جانب زملائه من نجوم البوب/الروك ساندي شو وتينا ترنر. في عام 1988، وصلت أغنية " Doctoring the Tardis " لفرقة Timelords، وهي تحية لمسلسل Doctor Who والتي تضمنت عينة من أغنية "Rock and Roll (Part 2)"، إلى المركز الأول. في الوقت المناسب، قام جليتر بإعادة قص أغنية "Rock and Roll" مع المنتج تريفور هورن وأيضًا أغنية "I'm the Leader of the Gang (I Am)" مع Girlschool. في أواخر الثمانينيات من القرن العشرين، استخدمت أغانيه الفردية الناجحة في تجميع الألبوم C'mon... الذي أصدرته شركة Telstar. هيا – ألبوم غاري جليتر بارتي. في عام 1989، قام جيف باني وماسترمكسير بوضع عينة كبيرة من أغنية "Another Rock and Roll Christmas" على أغنيتهم الناجحة " Let's Party" في المملكة المتحدة. في عام 1987، حصل جليتر على حظر قيادة لمدة عشر سنوات ونجا بأعجوبة من السجن بعد إدانته للمرة الثالثة بتهمة القيادة تحت تأثير الكحول.
خلال ثمانينيات القرن العشرين، أصبح جليتر بوذيًا ونباتيًا. افتتح مطعمًا بالقرب من ليستر سكوير في عام 1991، مع الترويج لـ Gary's Glitter Bar تحت شعار "زعيم الوجبات الخفيفة"، لكن المطعم أغلق بعد بضع سنوات. كما أطلق جليتر شركته الخاصة للتسجيلات في أوائل التسعينيات، Attitude Records، بعد أن خسر صفقته مع Virgin Records. لقد وقع مع شركة فيرجن بعد مغادرته لشركة أريستا ريكوردز في عام 1984 بعد اثني عشر عامًا من العمل مع الشركة. دمجت شركة Attitude Records في شركة Machmain Ltd في وقت لاحق من تسعينيات القرن العشرين، وهي شركة موسيقية مملوكة لشركة جليتر.
أمضى جليتر العقد التالي في الغالب كمؤدي حي مطلوب، وأثبت كتالوجه الخلفي من التسجيلات أنه متين بما يكفي لإصدار العديد من التجميعات بنجاح. ظهر في إعلانات اللوحات الإعلانية والملصقات الخاصة بالسكك الحديدية البريطانية، وفي أحدها ظهر وهو يحاول أن يبدو أصغر سنًا للحصول على بطاقة السكك الحديدية للشباب. كما أصدر ألبوم استوديو جديد بعنوان Leader II في عام 1991.
نُشر كتاب "الزعيم" ، سيرته الذاتية الأكثر مبيعًا، في عام 1991. كان موضوع حلقة من برنامج This is Your Life في عام 1992. خلال الحلقة، قالت صديقة جليتر تيسا دال : "لقد جاء غاري بالفعل ليعيش في منزلي عندما كان بين وظائفه ... لقد حولت أختي لوسي الأمر إلى مشروع ناجح للغاية لأنها اعتادت أن تملأ القطار بأصدقائها المراهقين في المدرسة بالزي المدرسي ثم تتغيب عن المدرسة. وكانت تحضرهم إلى المنزل وتتقاضى منهم خمسة جنيهات إسترلينية للفرد ليأتوا وينظروا إلى جليتر". يمكن رؤية جليتر وهو يضع أصابعه على شفتيه ويطلب من دال "الصمت" بينما يبدأ دال في الحديث عن الفتيات المراهقات.
كان نجاحًا مفاجئًا في حفل كأس العالم لكرة القدم 1994 في شيكاغو، والذي بث مباشرة إلى ستة وأربعين دولة. لعب دور الأب الروحي في جولة إحياء ألبوم Quadrophenia لفرقة The Who عام 1996. كما أصدر أغنية فردية جديدة، وهي نسخة غلاف من أغنية " The House of the Rising Sun ". قامت فرقة الروك الإنجليزية Oasis بإدخال سطر من أغنية جليتر الناجحة عام 1973 " Hello, Hello, I'm Back Again " في أغنية "Hello"، وهي الأغنية الأولى في ألبومهم (What's the Story) Morning Glory الذي حقق مبيعات بملايين الدولارات عام 1995. وهذا يعني أنه اعتبر قانونيًا كاتبًا مشاركًا.

### التحركات المهنية منذ عام 2001
في سبتمبر 2001 أصدر ألبوم استوديو جديد بعنوان On، والذي تضمن مواد كتبها قبل إدانته في بريطانيا عام 1999. وكان من المقرر أن تكون هذه المادة جزءًا من مشروع يسمى Lost on Life Street حتى ألغي إصدار هذا الألبوم بعد إلقاء القبض عليه. بحلول ديسمبر 2004، بعد إصدار أغنية جديدة بعنوان "Control"، عاد جليتر إلى الأخبار بشأن سلوكه؛ وكانت المنظمات غير الحكومية تطالب الحكومة بأدلة خاصة بها بهدف اعتقال جليتر. انتقل إلى فيتنام.
في عام 2002، أعادت شركة Snapper Music الترويج لألبوم The Ultimate Gary Glitter – 25 Years of Hits ، وهو ألبوم تجميعي مكون من قرصين لموسيقى جليتر والذي صدر في البداية عام 1997، بعد أيام من اعتقاله، والذي يغطي انطلاقته التجارية في عام 1972 حتى عام 1984 بينما يتضمن أيضًا أغنية إصدرت لاحقًا في On، وأغاني فردية لفرقته الداعمة السابقة Glitter Band بدونه؛ مرة أخرى كان ناجحًا إلى حد ما.
في عام 2005، إصدر تذكرني بهذه الطريقة، الفيلم الوثائقي الذي قاموا بتصويره في ذروة مسيرة جليتر في عام 1973 (وإصدر في الأصل في عام 1974)، لأول مرة على قرص DVD. لا تزال موسيقى Glitter نفسها لديها جمهور، وهو ما يتضح من خلال إصدار ثلاثة ألبومات جديدة، على الرغم من أن جميعها تحتوي على تسجيلات سابقة من الخزائن، وليس منتجًا جديدًا. إصدر أول ألبومين جديدين في نفس الوقت، The Remixes و Live in Concert (الأخير كان تسجيلًا عام 1981). كانت هذه متاحة للبيع على الإنترنت فقط. تبع ذلك مجموعة جديدة من أغاني Glitter التي حققت نجاحًا كبيرًا، بعنوان The Best of Gary Glitter. في عام 2006 أصبح كتالوجه الخلفي متاحًا عبر الإنترنت من مواقع مثل iTunes و eMusic.
في عام 2011 إصدرت مجموعة من الأغاني الناجحة والأغاني المميزة تحت عنوان All that Glitters . 
ذكرت التقارير الإخبارية أنه اعتبارًا من أواخر يوليو 2013، ربما تكون فرقة Glitter قد كسبت ما مجموعه مليون جنيه إسترليني من العائدات الملكية المستمدة من أغنية Oasis "Hello" التي تضمنت أغنية "Hello, Hello, I'm Back Again". استشهد محامي صناعة الموسيقى كريج بروكس بهذا المبلغ النقدي بالإضافة إلى العائدات من كتالوج أغانيه السابق - 300 ألف جنيه إسترليني سنويًا أو أكثر - والمبلغ المقدر بـ 200 ألف جنيه إسترليني الذي مُنح لـ جليتر لانتهاك حقوق الطبع والنشر بعد أن رفع دعوى قانونية ضد Oasis في عام 1999. في عام 2014، ذكرت مجلة بيلبورد أن أغنية "Rock and Roll Part 2"، التي شارك في كتابتها جليتر مع مايك ليندر، كانت تكسب ما يقدر بنحو 250 ألف دولار سنويًا من العائدات الملكية بسبب استخدامها في دوري الهوكي الوطني.
في أكتوبر 2019، كان هناك جدل حول استخدام "روك آند رول الجزء الثاني" في الفيلم الناجح تجاريًا جوكر بسبب احتمالية حصول جليتر، بصفته كاتب مشارك ومؤدي للأغنية، على مبلغ مقطوع وحقوق ملكية لاستخدامها. وفقًا لصحيفة لوس أنجلوس تايمز، لا يتلقى جليتر أي أجر عند استخدام الأغنية لأنه باع الحقوق، وحقوق الأغنية في الولايات المتحدة مملوكة الآن لشركة Universal Music Publishing Group. صنفت الأغنية في الولايات المتحدة في أكتوبر 2019.

## جولات الحفلات الموسيقية والعروض الحية
خلال مسيرته الفنية الطويلة، قام جليتر بالعديد من الجولات إلى أماكن مختلفة حول العالم. كانت جولته الأولى إلى الشرق الأوسط، مع بول رافين وبطولة بوسطن الدولية في عام 1967. قام بجولة في أماكن أخرى، مثل قبرص والأردن ولبنان وتركيا وأرمينيا.
في عام 1973، ظهرت أغنية جليتر على مسرح لندن بالاديوم. لقد كان حفلًا موسيقيًا بيعت جميع التذاكر فيه. في نفس العام سجل أدائه في مسرح راينبو وإصداره كألبوم مباشر بعنوان تذكرني بهذه الطريقة. قامت الفرقة الموسيقية Glitter بجولة عالمية، حيث قدمت عروضها في أوروبا، والدول الاسكندنافية، وأستراليا، ونيوزيلندا. استمر في القيام بجولاته حتى عام 1976، وتقاعده المؤقت عن الموسيقى.
خلال فترة عودته في الثمانينيات، قام بعدد أقل من الجولات، وكانت جولاته في بريطانيا بشكل أساسي. أقام عروضاً في أيرلندا وألمانيا وفرنسا وأمريكا والبحرين. خلال فترة التسعينيات، قام بجولات حول أمريكا عدة مرات، حتى اكتسب في النهاية الشعبية الكبيرة التي سعى إليها في السبعينيات. أقيمت جولته الأخيرة بعنوان «ليلة مع الأولاد: هل يمكن أن تكون هذه هي المرة الأخيرة؟» في عام 1997. في عام 2005، كان جليتر يعيش في فيتنام دون علم السلطات. لم يلفت انتباههم وجوده هناك إلا بعد أن عرض الغناء في الحانات المحلية في فنغ تاو.

## التأثير على الموسيقيين الآخرين
كان للموسيقى اللامعة تأثير على العديد من الموسيقيين والأنواع الموسيقية منذ السبعينيات فصاعدًا، وخاصة موسيقى البانك البريطانية، وما بعد البانك والموجة الجديدة والروك القوطي والبوب البريطاني والجلام ميتال.
- مارك إي سميث، قائد فرقة Fall، كان من محبي فرقة Glitter. في حديثه لمجلة NME في عام 1993، قال: «كنت معجبًا حقًا بغاري جليتر، وكان الناس يسخرون مني بسببه. كان الأمر أشبه بقول البعض «يجب أن تكون معجبًا بديفيد بوي أو ييس» - غاري جليتر مجرد هراء. وكنت أقول «إنه رائع للغاية». إنه طليعي ... حسنًا، اثنان من عازفي الطبول وكل ذلك - لقد كان إيقاعيًا حقًا. لقد كان الشيء اللائق الوحيد الموجود».[47]
- تأثر سيلو جرين بموسيقى جليتر. صرح لمجلة NME في عام 2014، «أنا على دراية تامة بالجرائم التي ارتكبها (جليتر) لذلك لا أرغب في تفسير هذا الأمر بشكل خاطئ. لكنني أقدر المساهمة الموسيقية و(ما فعله) صوتيًا.»[48]
- سجل فريدي ميركوري أغنية واحدة مستخدمًا الاسم المستعار لاري لوريكس، وهو اسم متأثر على ما يبدو باسم "غاري جليتر".[49]
- استوحى جون إدي إلهامه من جليتر ووصف أغنيته المنفردة الأولى " Jungle Boy " بأنها "غاري جليتر يلتقي إلفيس بريسلي".[50]
- استوحت جوان جيت إلهامها من إنتاج جليتر في أوائل السبعينيات، وقامت بتغطية أغنيته " Do You Wanna Touch Me ".[51] قام جيت أيضًا بتغطية أغنية Glitter الناجحة عام 1975 " Doing Alright with the Boys ".[52]
- استشهدت فرقة الروك القوطية Sisters of Mercy بـ Glitter باعتبارها مؤثرة.[53]

## الحياة الشخصية
تزوج جاد من آن مورتون في يوليو 1963. كان لديهم ابن، يُدعى أيضًا بول (من مواليد 1964)، وابنة تُدعى سارة (من مواليد 1966)، قبل الطلاق في عام 1972. في فبراير 2001، أنجب ابنًا آخر يُدعى غاري جونيور من صديقته الكوبية يودينيا سوسا مارتينيز، التي كان يعيش معها في كوبا. كان لديه منازل في لندن وويدمور وقت إلقاء القبض عليه في عام 1997.
منع جليتر من القيادة لمدة 10 سنوات في عام 1986 بعد إدانته بالقيادة تحت تأثير الكحول. كانت هذه هي إدانته الثالثة بتهمة القيادة تحت تأثير الكحول، وقد تجنب بأعجوبة إرساله إلى السجن.
في 20 يناير 2008، ذكرت صحيفة نيوز أوف ذه ورلد أن جليتر أصيب بنوبة قلبية حادة. نفيت هذه التقارير، على الرغم من تأكيد أنه كان يعاني من مشاكل في القلب. قال نجوين هوو كوانج (مدير المستشفى في بنه توان بالقرب من السجن حيث كان جليتر يقضي عقوبته): "لقد إدخل جليتر إلى مستشفانا بسبب إصابته بإسهال حاد. وبينما كنا نعالجه، اكتشفنا أنه يعاني أيضًا من اضطراب في القلب والأوعية الدموية ". 

## الجرائم الجنسية

### الاعتقال عام 1997 والإدانة عام 1999
في نوفمبر 1997، ألقي القبض على جليتر بعد أن اكتشف أحد الفنيين صورًا إباحية لأطفال على القرص الصلب لجهاز كمبيوتر محمول كان قد أخذه إلى أحد تجار أجهزة الكمبيوتر في بريستول لإصلاحه. وقد اكتشفت الشرطة صورًا أخرى أثناء تفتيش منازله في لندن وويدمور. تعرض لانتقادات شديدة في وسائل الإعلام بسبب هذه الاتهامات؛ بالإضافة إلى ذلك، حذف ظهوره في الفيلم الكوميدي الموسيقي Spice World لفرقة Spice Girls، على الرغم من الاحتفاظ بتحرير مقتطع من المشهد، الذي يضم غلافًا لأغنية "أنا زعيم العصابة (أنا)".
في 12 نوفمبر 1999، حكم القاضي باترفيلد في محكمة بريستول كراون على جليتر بالسجن لمدة أربعة أشهر ووضعه على سجل مرتكبي الجرائم الجنسية في المملكة المتحدة بعد أن اعترف بتنزيل أكثر من 4000 مادة إباحية للأطفال. تبرأ من تهمة ممارسة الجنس مع فتاة تبلغ من العمر 14 عامًا كان على علاقة بها في أواخر السبعينيات. وكُشف لاحقًا أن المشتكية باعت قصتها إلى صحيفة "نيوز أوف ذا وورلد" وكانت على وشك كسب المزيد من المال من الصحيفة في حالة إدانة جليتر.
بعد إطلاق سراحه في يناير 2000، قرر جليتر مغادرة المملكة المتحدة، حيث أصبح "شخصية مكروهة لدى العامة"، وهرب على متن يخته إلى إسبانيا. عاش في سوتوجراندي في الأندلس لمدة ستة أشهر على متن يخته الذي كان راسياً في المارينا. وأخبر السكان المحليين أن اسمه لاري بريليانت وأنه قضى وقته في ارتياد الحانات المحلية وتصفح الإنترنت. وبعد أن أصبحت هويته الحقيقية معروفة في سوتوجراندي، انتقل إلى كوبا وبعد ذلك إلى كمبوديا، حيث استأجر شقة في بنوم بنه. وفي أواخر عام 2002، اعتقل بسبب جرائمه الجنسية السابقة وقضى أربعة أيام في السجن قبل إطلاق سراحه بكفالة. في يناير 2003، ترحل من كمبوديا إلى تايلاند على متن رحلة متجهة إلى بانكوك. واستقر بعد ذلك في فيتنام.

### الإدانة والإفراج في فيتنام
منذ مارس 2005، أقام جليتر في فنغ تاو، فيتنام، حيث استأجر فيلا فاخرة على شاطئ البحر وتقدم بطلب للحصول على الإقامة الدائمة في فيتنام. وقد لفت انتباه السلطات الفيتنامية بعد منعه من دخول ملهى ليلي بتهمة التحرش بنادلة مراهقة؛ كما أفاد شهود عيان أنهم رأوه يصطحب فتاتين صغيرتين إلى منزله. وفي 12 نوفمبر/تشرين الثاني 2005، فرّ من منزله. عثر على فتاة تبلغ من العمر 15 عامًا تعيش في شقته واستجوبت من قبل السلطات. وبدأت الشرطة في البحث عن جليتر، وقبض عليه في 20 نوفمبر/تشرين الثاني في مطار تان سون نهات الدولي في مدينة هوتشي منه أثناء محاولته ركوب طائرة متجهة إلى بانكوك. ادعت ست فتيات ونساء فيتناميات تتراوح أعمارهن بين 11 و23 عامًا أن جليتر مارس الجنس معهن.
بعد إلقاء القبض عليه، قاموا بتسليم جليتر إلى الشرطة الإقليمية من با ريا - فونغ تاو، ثم عاد إلى فونغ تاو، واحتُجز للاشتباه في ممارسة الجنس مع الفتاتين القاصرتين. وقد ظل جليتر محتجزاً في السجن طيلة فترة التحقيق الجنائي، الذي اكتمل في 26 ديسمبر/كانون الأول 2005. إسقطت تهمة الاغتصاب بسبب "عدم كفاية الأدلة" (وفقا لمحامي جليتر)، على الرغم من أن جليتر اعترف بأن فتاة تبلغ من العمر 11 عاما كانت تنام في سريره. كان من الممكن أن يواجه جليتر حكم الإعدام رمياً بالرصاص لو أدين باغتصاب طفلة. بعد حصولهم على تعويضات من جليتر، ناشدت عائلات الفتيات العفو عنه.
في 2 مارس 2006، أقيمت محاكمة جليتر بتهمة ارتكاب أفعال فاحشة مع فتاتين تبلغان من العمر 10 و11 عامًا، ويواجه عقوبة تصل إلى 14 عامًا في السجن إذا أدين. وفي اليوم التالي، أُدين وحُكم عليه بالسجن لمدة ثلاث سنوات. وتضمن الحكم الترحيل الإلزامي في نهاية عقوبته، ودفع خمسة ملايين دونغ فيتنامي (315 دولارًا أمريكيًا) لأسر ضحاياه. قال القاضي هوانج ثانه تونج: "لقد اعتدى جنسياً على الأطفال وارتكب أفعالاً فاحشة معهم عدة مرات بطريقة مقززة ومريضة". واستمر جليتر في إنكار ارتكاب أي مخالفات، مدعياً أن الصحف الشعبية البريطانية خدعته.
في مقابلة مع بي بي سي نيوز في مايو 2006، نفى جليتر أنه كان متحرشًا بالأطفال وادعى أنه لم يمارس الجنس مع أي شخص أقل من 18 عامًا عن علم. وقال إنه كان يأمل في إعادة حياته إلى مسارها الصحيح والحصول على مهنة بعد خروجه من السجن في إنجلترا. واستمر في إلقاء اللوم على الصحافة في سقوطه ووصفهم بأنهم "أسوأ عدو في العالم"، زاعمًا أنهم دفعوا لفتيات في أحد الحانات لترتيب جلسة تصوير. ولم يعلق جليتر على إدانته السابقة بتنزيل صور إباحية للأطفال قبل عدة سنوات. انتقدت كريستين بيدو، مديرة منظمة "إنهاء دعارة الأطفال والمواد الإباحية والاتجار بالبشر"، جليتر وقالت إنه كان يحاول "التقليل من شأن ما فعله" ... يجب أن نسمح للأطفال بسرد قصتهم وليس مجرد سماع كلمات جاد."
وفي 15 يونيو/حزيران 2006، نظرت لجنة مكونة من ثلاثة قضاة من المحكمة الشعبية العليا في فيتنام، في جلسة مغلقة، في استئناف جليتر لتخفيف الحكم. رفض الاستئناف بعد أربعة أسابيع. وعلى الرغم من هدوئه طوال قراءة الحكم التي استغرقت 40 دقيقة، إلا أن جليتر صرخ بغضب لدى مغادرته قاعة المحكمة للصحفيين وندد بالعدالة الفيتنامية لعدم الاستماع إلى حجج الدفاع. وفي 7 فبراير/شباط 2007، خففت عقوبته بثلاثة أشهر. وتوقعًا لإطلاق سراحه، منعت الفلبين جليتر من دخول البلاد اعتبارًا من 16 مايو/أيار 2008.
قضى جليتر عقوبته في سجن Thủ Đức في مقاطعة Bình Thuận الجنوبية. كان يتقاسم الزنزانة مع 18 سجينًا أجنبيًا آخرين، وإعفي من الأشغال الشاقة بسبب سنه. في عام 2007، عانى من ارتفاع ضغط الدم، ووصفت له أدوية، وأُمر بالتوقف عن شراء البيرة من مقصف السجن. في يناير/كانون الثاني 2008، بعد نقله إلى عيادة السجن لتلقي العلاج من مشاكل في الأمعاء، أظهرت الاختبارات أن جليتر كان يعاني أيضاً من عدم انتظام ضربات قلبه. وفي وقت لاحق من ذلك الشهر، أصيب بنوبة قلبية وانهار في زنزانته. ونقل إلى مستشفى في فان ثيت، حيث ظل تحت حراسة الشرطة. وقد قام مسؤولون من السفارة البريطانية بزيارته في المستشفى.
وقال محامي جليتر الفيتنامي لي ثانه كينه إن موكله ينوي العودة إلى المملكة المتحدة، على الرغم من أنه أعرب أيضًا عن اهتمامه بالانتقال إلى هونج كونج أو سنغافورة. وفي المملكة المتحدة، أفادت التقارير أنه سيدرج اسمه في سجل مرتكبي الجرائم الجنسية عند عودته. قالت وزيرة الداخلية البريطانية جاكي سميث إنه ينبغي إصدار أمر سفر إلى الخارج (FTO) يمنع جليتر من السفر إلى الخارج: "نحن بحاجة إلى السيطرة عليه، وسوف نقوم بالسيطرة عليه بمجرد عودته إلى هذا البلد".
إطلق سراح جليتر في 19 أغسطس 2008. اصطحب تحت حراسة الشرطة إلى مطار تان سون نهات الدولي في مدينة هوتشي منه ووضعه على متن رحلة متجهة إلى لندن عبر بانكوك. وفي بانكوك، ادعى أنه يعاني من طنين في الأذن ومشكلة في القلب، ورفض ركوب الطائرة المتجهة إلى لندن على الرغم من جهود الشرطة البريطانية التي أُرسلت لمرافقته، على الرغم من أنها لم تكن لديها سلطة اتخاذ أي إجراء. قام الطبيب الذي كان يتابع حالته في المطار بتشخيص حالة جليتر على أنها التهاب غضروف الضلع، ووصف له مسكنات للألم، وأعلن أنه لائق للسفر. استمر جليتر في رفض المغادرة. قام بحجز غرفة في صالة الترانزيت وادعى أنه "رجل حر". رفض دخوله إلى تايلاند باعتباره يشكل تهديدًا للأخلاق المحلية. وقد أعطاه مسؤولو الهجرة التايلانديون موعدًا نهائيًا لمغادرة البلاد، وحذروه من أنه سيحتجز وترحيله إلى المملكة المتحدة إذا لم يغادر طواعية.
وفي مساء يوم 20 أغسطس/آب، ركب جليتر طائرة متجهة إلى هونج كونج، حيث طلب العلاج الطبي، مدعيا أنه يعاني من نوبة قلبية. ورفضت السلطات في هونج كونج أيضًا السماح له بالدخول، فعاد إلى تايلاند في اليوم التالي.
وأعلنت 19 دولة على الأقل، بما في ذلك كوبا وكمبوديا والفلبين، أنها سترفض دخول جليتر، وفي 21 أغسطس/آب أعلنت السلطات التايلاندية أنه وافق على العودة إلى المملكة المتحدة.  وفي 22 أغسطس/آب 2008 وصل إلى مطار هيثرو، حيث كان في استقباله ضباط من الشرطة البريطانية.
عند عودته إلى المملكة المتحدة، إضيف جليتر إلى سجل مرتكبي الجرائم الجنسية مدى الحياة؛ وقد أعرب عن نيته في الاستئناف ضد القرار، ولكن في 16 يناير 2009 أُعلن أنه تخلى عن الاستئناف.
في 25 يونيو 2008، ذكرت صحيفة الديلي تلغراف أن جليتر يخطط لتسجيل ألبوم جديد بعد إطلاق سراحه من السجن. وقد نُقل عنه قوله: "لدي ألبوم غير مكتمل أريد الانتهاء منه. كنت أفكر في الخطة أثناء أيام وجودي في السجن. لقد غنيت موسيقى الروك أند رول لمدة 40 عامًا. بعد السجن، سأستمر في غناء موسيقى الروك أند رول."

### فضيحة جيمي سافيل، إدانته عام 2015؛ الإفراج عنه وإعادة سجنه عام 2023

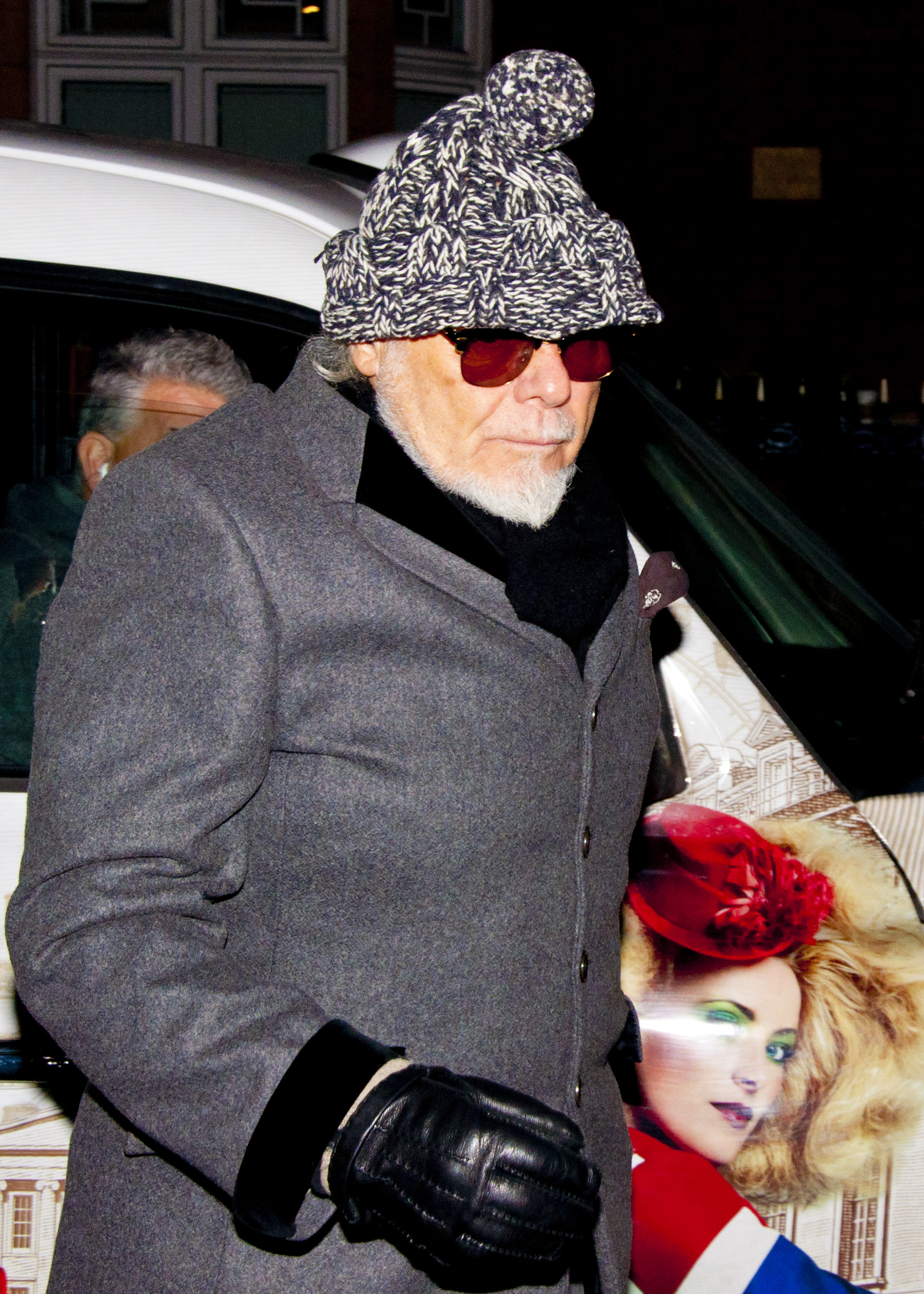
جليتر في عام 2012

في أكتوبر 2012، بثت قناة ITV الفيلم الوثائقي The Other Side of Jimmy Savile في سلسلة Exposure، والذي كشف بالتفصيل عن سوء السلوك الجنسي المحيط بجيمي سافيل، الذي توفي في العام السابق. وتضمنت الروايات اتهامًا ضد جليتر، الذي زُعم أنه اغتصب فتاة تبلغ من العمر 13 أو 14 عامًا في غرفة ملابس سافيل في هيئة الإذاعة البريطانية. في 28 أكتوبر، ألقت الشرطة القبض على جليتر واستجوبته في لندن كجزء من عملية يوتري. إطلق سراح جليتر بكفالة من الشرطة حتى منتصف ديسمبر و إطلق سراحه بكفالة مرة أخرى حتى فبراير. في 5 يونيو 2014، وجهت إلى جليتر ثماني تهم تتعلق بارتكاب جرائم جنسية ضد فتاتين تتراوح أعمارهما بين 12 و14 عامًا بين عامي 1977 و1980. اعتبارًا من أكتوبر 2014، لم تعد هيئة الإذاعة البريطانية تعرض عروض جليتر في برنامج Top of the Pops.
في 19 يناير 2015، ظهر جليتر في محكمة ساوثوورك كراون متهمًا بسبع تهم تتعلق بالاعتداء غير اللائق، وتهمة واحدة بمحاولة الاغتصاب، وجريمتين جنسيتين أخريين ضد ثلاث فتيات بين عامي 1975 و1980. اتُهم بالاعتداء الجنسي على فتاتين تبلغان من العمر 12 و13 عامًا بعد دعوتهما إلى غرفة تبديل الملابس خلف الكواليس ومحاولة اغتصاب فتاة تقل عن 10 سنوات بعد التسلل إلى سريرها. استغرقت المحاكمة أسبوعين ونصفًا.
في 5 فبراير 2015، أدين جليتر بتهمة محاولة الاغتصاب، وأربع تهم بالاعتداء غير اللائق، وتهمة ممارسة الجنس مع فتاة دون سن 13 عامًا. و تبرأ اسمه من التهم الثلاث الأخرى. احتجز في سجن HM في واندسوورث قبل النطق بالحكم عليه. في 27 فبراير 2015، حكم القاضي أليستير ماكريث على جليتر بالسجن لمدة 16 عامًا.
في مايو 2015، بدأ جليتر استئنافًا ضد إدانته. في 17 نوفمبر 2015، رفضت محكمة الاستئناف استئناف جليتر، وقضت بعدم وجود أي شيء غير آمن في الإدانة. من عام 2015 إلى عام 2018 سجن جليتر في سجن HM في ألباني. في عام 2018 نقل إلى سجن HM The Verne، وهو سجن ذو أمن أقل. في 3 فبراير 2023، إطلق سراحه بموجب إطلاق سراح مشروط بعد قضاء نصف مدة عقوبته، وذلك وفقًا لإرشادات الحكم التي كانت سارية في وقت ارتكاب الجرائم التاريخية.
في 13 مارس 2023، بعد تحقيق في استخدامه لهاتف ذكي، استدعي جليتر إلى السجن لانتهاكه شروط ترخيصه من خلال مشاهدة صور أطفال قام بتنزيلها. في 7 فبراير 2024، أُعلن أن مجلس الإفراج المشروط قد رفض استئناف جليتر للإفراج المشروط، وقال: "لقد وجد بناءً على الأدلة أنه في وقت ارتكاب الجريمة، وبينما كان تحت الإفراج المشروط، كان للسيد جاد اهتمام جنسي بالفتيات القاصرات".
في مارس 2024، ورد أنه محتجز في سجن HM Risley. في 11 يونيو 2024، قضت قاضية المحكمة العليا، السيدة تيبلز، بأن يدفع جليتر أكثر من 500 ألف جنيه إسترليني لضحية أساء معاملتها عندما كانت تبلغ من العمر 12 عامًا.

### ألبومات الاستوديو
قالب:Operation Yewtree

## كتب
- Glitter، Gary with Lloyd Bradley (1991)، Leader: The Autobiography of Gary Glitter ، Ebury Press ،(ردمك 0-85223-977-7)
- حالا. (1976)، غاري جليتر السنوي 1976 ، جارولد وأولاده ،(ردمك 978-0-72350-341-5)
- حالا. (1975)، غاري جليتر السنوي 1975 ، شركة وورلد ديستريبيوترز المحدودة،(ردمك 978-0-7235-0284-5)

## روابط خارجية
- الملف الشخصي: غاري جليتر بي بي سي نيوز
- Gary Glitter
- قائمة أغاني غاري جليتر التسجيلات من ديسكاغز.كوم
- غاري جليتر في قاعدة بيانات الأفلام على الإنترنت
- أنا زعيم عصابة غاري جليتر، في الواقع ... بقلم جون باتلز